# Eupithecia fennoscandica
Eupithecia fennoscandica là một loài bướm đêm thuộc họ Geometridae. Loài này có ở miền bắc Fennoscandia và adjecent Nga, Xibia và miền bắc Mông Cổ.
Sải cánh dài 17–21 mm. Có một lứa một năm con trưởng thành bay vào tháng 7.
Ấu trùng ăn Viscaria alpina. Ấu trùng có thể tìm thấy from giữa tháng 7 to giữa tháng 8. Loài này qua đông dưới dạng nhộng.